# Heterodontosauriformes
Heterodontosauriformové ("mající podobu ještěrů s různými zuby") byli velkou skupinou ptakopánvých dinosaurů. Tento taxon stanovil mezinárodní tým paleontologů v roce 2006. Popudem k tomu byl objev pozdně jurského primitivního ceratopse rodu Yinlong, který ukázal, že podřád Marginocephalia a čeleď Heterodontosauridae jsou si ve skutečnosti velmi blízce příbuzné. Taxon tedy zahrnuje jak všechny heterodontosauridy, tak i pachycefalosaury a rohaté dinosaury (ceratopsidy).